# Деніса Хладкова
Деніса Хладкова (чеськ. Denisa Chládková; нар. 8 лютого 1979) — колишня чеська тенісистка.
Найвищу одиночну позицію рейтингу WTA — ранг 31 досягнула 16 червня 2003 року.
Перемагала Ліндсі Девенпорт, Барбару Шетт, Анке Губер, Чанду Рубін, Сільвію Фаріна-Елія, Тамарін Танасугарн and Магдалену Малеєву.

## Фінали турнірів WTA

### Одиночний розряд: 3 (0–3)
| Перемога — Легенда (до/після 2010)           |
| -------------------------------------------- |
| Турніри Великого шолома (0–0)                |
| Турніри WTA Tour (0–0)                       |
| Tier I / Premier Mandatory & Premier 5 (0–0) |
| Tier II / Premier (0–1)                      |
| Tier III, IV & V / International (0–2)       |

| Титули за покриттям |
| ------------------- |
| Тверде (0–1)        |
| Трава (0–0)         |
| Ґрунт (0–2)         |
| Килим (0–0)         |

| Результат | Ранг | Дата           | Турнір                                                | Покриття | Опонент              | Рахунок            |
| --------- | ---- | -------------- | ----------------------------------------------------- | -------- | -------------------- | ------------------ |
| Поразка   | 1.   | 8 серпня 1999  | French Community Championships, Knokke-Heist, Бельгія | Ґрунт    | Марія Санчес Лоренсо | 7–6, 4–6, 2–6      |
| Поразка   | 2.   | 20 лютого 2000 | Faber Grand Prix, Hanover, Німеччина                  | Тверде   | Серена Вільямс       | 1–6, 1–6           |
| Поразка   | 3.   | 11 серпня 2002 | Nordea Nordic Light Open, Helsinki, Фінляндія         | Ґрунт    | Світлана Кузнецова   | 6–0, 3–6, 6–7(2–7) |

## Виступи в одиночних турнірах Великого шолома
| Турнір                                 | 1997 | 1998 | 1999 | 2000 | 2001 | 2002 | 2003 | 2004 | 2005 | W–L   |
| -------------------------------------- | ---- | ---- | ---- | ---- | ---- | ---- | ---- | ---- | ---- | ----- |
| Відкритий чемпіонат Австралії з тенісу | 1р   | 1р   | 1р   | 2р   | 3р   | 1р   | 2р   | 2р   | 2р   | 8–9   |
| Відкритий чемпіонат Франції з тенісу   | 1р   | 1р   | 1р   | 2р   | 3р   | 1р   | 2р   | 3р   | 1р   | 6–9   |
| Вімблдонський турнір                   | ЧФ   | 1р   | 1р   | 1р   | 1р   | 2р   | 2р   | 3р   | 1р   | 8–9   |
| Відкритий чемпіонат США з тенісу       | 2р   | A    | 1р   | 1р   | 2р   | 2р   | 2р   | 1р   | 1р   | 4–8   |
| GS W–L Всього                          | 5–4  | 0–3  | 0–4  | 2–4  | 5–4  | 2–4  | 6–4  | 5–4  | 1–4  | 26–35 |